# Bulbophyllum micronesiacum
Bulbophyllum micronesiacum är en orkidéart som beskrevs av Rudolf Schlechter. Bulbophyllum micronesiacum ingår i släktet Bulbophyllum och familjen orkidéer. Inga underarter finns listade i Catalogue of Life.